# Halecium paucinodum
Halecium paucinodum är en nässeldjursart som först beskrevs av John Fraser 1947.  Halecium paucinodum ingår i släktet Halecium och familjen Haleciidae. Inga underarter finns listade i Catalogue of Life.